# Alberto Merlo
Alberto Merlo (2 de febrero de 1931 - 10 de abril de 2012), conocido como Alberto Merlo,  fue un músico, compositor y guitarrista argentino, considerado como uno de los intérpretes fundamentales del canto surero, dentro de la historia de la música folklórica de Argentina. 
Merlo nació en el campo, en Colonia Bossi, departamento San Cristóbal, en la provincia de Santa Fe, de abuelos piamonteses, fue el menor de nueve hermanos. Merlo nació y creció en un ambiente rural empapado de tradiciones criollas, junto a los peones golondrina se nutrió del canto nativo, entre milongas, huellas, estilos y zambas se convirtió en un mensajero del sentir nacional.
Comenzó cantando tangos con sus hermanos hasta que se radicó en Jesús María (Córdoba). Allí formó un trío con el que se fue a Buenos Aires. Allí vivió hasta 1970. Después conoció a quien fuera su esposa, Coca Fructuoso, en la peña Coquen de Mar del Plata, pues ella es una destacada artista también. Decidió mudarse y continuar su vida allí, dónde nacieron sus dos hijas: Mariana y Ana María 
Vivió y desarrolló su actividad muchos años en Mar del Plata, donde falleció.  
Entre sus obras destacan La vuelta de Obligado (triunfo del que compuso la música, con letra de Miguel Brascó), Cuando la tarde agoniza, Pion de fierro, Noche y camino, Pa´Dolores, Rincón de López, etc.
Otras obras interpretadas por "El señor del sur"
*Aquel estilo olvidado
*Aromas de tiempos viejos
*Cachirleando
*Cazador de oficio
*Consejos del viejo Irala
*La huella larga
*De revés por sobre el codo
*De tala y viento
*El doradillo mentado
*El moro
*El último viaje
*El peón segundo molina
*Milonga del peón de campo
*Estanción vías muertas
*Huella de los malones
*La chata de Loberia
*La manta peruana
*La pampa seca
*Pechando al viento
*El chasqui argentino
entre otras...
En 1985 recibió el Diploma al Mérito de los Premios Konex como uno de los 5 mejores cantantes de folklore de la historia en la Argentina. 
En 2010 se realizó un homenaje en el Salón Blanco de Casa de Gobierno, impulsado por Omar Moreno Palacios. Recibió también el Cóndor de Plata, el Payador Perseguido, distinción de la Honorable Cámara de Diputos y Senadores de la Provincia de Buenos Aires y fue nombrado Ciudadano Ilustre de Mar del Plata, entre otros reconocimientos.

## Discografía
1. Bordoneando, 1962
2. Semblanza sureña, 1967 (EMI-Odeón)
3. De las brasas a un costao, 1968 (EMI-Odeón)
4. Por que canto, 1969
5. El lunar de mi tropilla, 1971 (EMI-Odeón)
6. Me gusta cantar y canto, 1971 (EMI-Odeón)
7. Renovando éxitos, 1972 (EMI-Odeón)
8. Deja que silben los vientos (recopilaciones), 1973 (EMI-Odeón)
9. La Vuelta de Obligado, 1974 (EMI-Odeón)
10. Pa' mi la cosa es ansí, 1974 (EMI-Odeón)
11. Aquí canta un argentino, 1976 (EMI-Odeón)
12. Al galope por el llano, 1980 (EMI-Odeón)
13. Galopando sin apuro, 1981 (EMI-Odeón)
14. Le canto al sur, 1982 (EMI-Odeón)
15. Paisano, 1984 (EMI-Odeón)
16. El señor del sur, 1986 (EMI-Odeón)
17. Pico a pico